# ОШ „Свети Сава” Врчин
Основна школа Свети Сава у Врчину је осмогодишња школа која се налази у улици 29. новембра.

## О школи
Школа је почела са радовима 1827. године. Школа је највише имала проблеме са хигијеном због којих је 1898. године више пута затварана од стране школских ревизора. У школи се непрекидно ради од 1957. године. 
Школа има једну зграду у Рамницама која се не користи, док се чека њено обнављање, а имају и једну у Доњој Малој.
Школа је у пројекту UNICEF-а.